# Bob Gibson (Baseballspieler)
Bob Gibson, vollständig Pack Robert Gibson, (* 9. November 1935 in Omaha, Nebraska; † 2. Oktober 2020 ebendort) war ein amerikanischer Baseballspieler auf der Position des Pitchers, der in seiner 17 Jahre andauernden Profi-Karriere ausschließlich im Trikot der St. Louis Cardinals auflief. 1981 wurde er in die Baseball Hall of Fame gewählt.

## Leben
Gibson wuchs in schwierigen Verhältnissen auf. Er hatte sechs Geschwister. Sein Vater starb vor seiner Geburt, seine Mutter arbeitete in einer Wäscherei. Als Kind litt Gibson an Rachitis, einer Lungenentzündung, Asthma, Heuschnupfen und Herzproblemen. Trotzdem war er während seiner Schulzeit ein vielseitiger Sportler, der sich an der Omaha Technical High School im Basketball, der Leichtathletik und als Catcher beim Baseball hervortat. Nach der Highschool spielte er Basketball und Baseball an der Creighton University. Anschließend war er ein Jahr Mitglied der Harlem Globetrotters, bevor er 1957 bei den St. Louis Cardinals einen Vertrag unterschrieb. Nach zwei Jahren in der Minor League bei Teams in Omaha, Rochester und Columbus, debütierte er 1957 in der Major League. Er verbrachte seine gesamte Karriere in St. Louis, bis er diese kurz vor Ende der Saison 1975 beendete.
Als Pitcher war er für seinen Fastball und seinen Slider bekannt. Er wurde von gegnerischen Spielern als bedrohlich eingeschätzt, vor allem weil er seine Fastballs oft nahe an den Schlagmann warf, um sie nicht zu nah an das Schlagmal zu lassen. Auf seiner Position galt er als herausragender Verteidiger und gewann den Golden Glove neunmal in Folge. 1968 wurde er sowohl als bester Werfer als auch zum besten Spieler ausgezeichnet, nachdem er nur 1.12 Runs pro Spiel erlaubte, was bis heute der Rekord in der modernen Baseballära ist. Sein bekanntestes Spiel warf Gibson in der Word Series 1968, als er gegen die Detroit Tigers siebzehn Strikeouts erzielte und damit einen Rekord aufstellte.
Gibson wurde 1981 in seinem ersten Wahljahr in die Baseball Hall of Fame gewählt.
Nach seiner aktiven Laufbahn arbeitete Gibson als Pitching Coach für die New York Mets und die Atlanta Braves. Ab 1996 war er gelegentlich als Spezialtrainer für die Cardinals tätig.

## Privat
Gibson war zweimal verheiratet. Er hinterließ drei Kinder. Im Jahr 2019 wurde bei ihm Bauchspeicheldrüsenkrebs festgestellt, an dessen Folgen er ein Jahr später in einem Hospiz in Omaha verstarb.

## Rekorde
- Meiste National League Shutout Championships (5×) (Live-Ball Era): 1962 (5), 1966 (5), 1968 (13), and 1971 (5).
- Neun Gold Gloves für Pitcher in Folge.
- Niedrigster Earned Run Average in einer Saison (Live-Ball Era): 1.12 ERA in 1968.
- Meiste Strikeouts in einem Spiel der World Series Game: 17 Strikeouts in Spiel 1 der World Series 1968.

## Veröffentlichungen
- Bob Gibson, Phil Pepe: From ghetto to glory; the story of Bob Gibson. Prentice-Hall, Englewood Cliffs, N.J., USA 1968 (amerikanisches Englisch).
- Bob Gibson, Lonnie Wheeler: Stranger to the game. Viking, New York, USA 1994 (amerikanisches Englisch).
- Bob Gibson, Lonnie Wheeler: Sixty feet, six inches. Doubleday, New York, USA 2009 (amerikanisches Englisch).
- Bob Gibson, Lonnie Wheeler: Pitch by pitch: my view of one unforgettable game. Flatiron Books, New York, USA 2015 (amerikanisches Englisch).